# Kulturbund der DDR
Kulturbund der DDR (sv: DDR:s kulturförbund) var en massorganisation för kultur i Östtyskland (DDR). Förbundet grundades 8 augusti 1945, några år innan DDR bildades, som Kulturbund zur demokratischen Erneuerung Deutschlands (sv: Kulturförbundet för Tysklands demokratiska förnyelse), av bland andra Johannes R. Becher, med tillstånd från den sovjetiska ockupationsmakten. Det officiella målet var att låta medborgarna ta del av en demokratisk och antifascistik kulturutveckling. Johannes R. Becher var organisationens första ordförande. Bland kända medlemmar kan nämnas författarna Anna Seghers och Christa Wolf.